# クリスティーナ・インゲスドッテル
クリスティーナ・インゲスドッテル（スウェーデン語: Kristina Ingesdotter、? - 1122年1月18日）はスウェーデン王インゲ1世とその妻ヘレナ(en)との間の娘であり、ノヴゴロド公（クリスティーナの死後キエフ大公）ムスチスラフの1人目の妻となった人物である。

## 生涯
クリスティーナに関する史料はわずかであり、その誕生年は不明である。出自と結婚に関しては、1194年もしくは1195年の、フランス王フィリップ2世とその2人目の妻インゲボーとの離婚に関する文章の中の記述に基づいている。具体的な結婚年に関しては、ヴァシリー・タチシチェフ(ru)は1095年であると論じたが、ポーランドの歴史家Dariusz Dąbrowskはこれに異を唱え、1090年から1096年の間であるとした。
ムスチスラフとの間に複数の子をなした後、1122年に死亡した。おそらく没地はベルゴロドであるが、その埋葬地に関する史料はない。

## 子女
- インゲボルガ（1100年頃 - 1137年以降） - デンマーク王エーリク1世(ru)の子クヌーズ・レーヴァートと結婚
- マリムフリダ（1095/1102年 - 1137年以降） - ノルウェー王シグル1世(ru)、次いでデンマーク王エーリク2世と結婚
- ドブロデヤ（エヴプラクシヤ）(ru) - ビザンツ皇帝ヨハネス2世の子アレクシオス(ru)と結婚
- フセヴォロド（1095年以降 - 1138年） - ノヴゴロド公
- マリヤ（アガフィヤ）（? - 1179年） - キエフ大公フセヴォロドと結婚
- イジャスラフ（1095年以降 - 1138年） - クルスク公、キエフ大公等
- ロスチスラフ（? - 1167年） - スモレンスク公、キエフ大公等
- スヴャトポルク（? - 1154年） - ポロツク公、プスコフ公等
- ログネダ(be)（? - 1179年） - ヴォルィーニ公ヤロスラフと結婚
- クセニヤ - イジャスラヴリ公ブリャチスラフと結婚